# Żurawlyny
Żurawlyny (ukr. Журавлини, ros. Журавлины) – przystanek kolejowy w miejscowości Myzowo, w rejonie kowelskim, w obwodzie wołyńskim, na Ukrainie. Leży na linii Kijów – Kowel – Brześć.